# 부기맨 (2023년 영화)
《부기맨》(영어: The Boogeyman)은 2023년 개봉한 미국의 초자연 공포 영화이다. 롭 새비지가 감독을 맡았으며, 스티븐 킹이 쓴 동명 단편 소설이 원작이다.

## 줄거리
심리치료사 윌은 아내가 교통사고로 사망한 이후 딸 세이디와 소여를 홀로 키우고 있다.
어느 날 극도로 불안해보이는 레스터 빌링스라는 사내가 진료실로 찾아와 자기 가족에게 들러붙은 어떤 존재가 세 자녀를 죽였다고 털어놓는다. 몇 분 뒤 레스터는 윌의 아내가 쓰던 작업실 벽장 천장에 목을 매달고 사망한 모습으로 발견된다.
이후 소여와 세이디는 집에서 이상 현상을 겪거나 불길한 형체를 목격한다. 단서를 찾기 위해 레스터의 집을 찾은 세이디는 레스터의 아내 리타를 만난다. 리타는 인간의 공포심과 비탄을 먹이로 삼으며 목소리를 흉내내는 "부기맨"이 자녀들을 죽였으며, 이 사악한 존재는 빛으로만 물리칠 수 있다고 설명한다.
세이디는 친구들과 함께 있던 중 부기맨을 보지만 아무도 이를 믿어주지 않고, 소여는 아예 공격을 당해 병원에 실려간다. 세이디는 부기맨을 죽이게 도와달라는 리타의 요청에 응해 찾아갔다가 부기맨을 잡는 함정 미끼로 이용당한다. 그러나 리타의 계획은 실패하고, 부기맨은 리타를 죽이는데...

## 출연
- 소피 대처 - 세이디 하퍼 역
- 비비언 라이라 블레어 - 소여 하퍼 역
- 크리스 메시나 - 윌 하퍼 역
- 데이비드 더스트몰천 - 레스터 빌링스 역
- 마린 아일랜드 - 리타 빌링스 역
- 매디슨 후 - 베서니 역
- 리사게이 해밀턴 - 앤 역